# Begoniaceae
La familia de las begonias (Begoniaceae) es una familia de plantas con dos géneros, procedentes de todas las regiones húmedas tropicales a excepción de Australia y Polinesia. El género que contiene la mayor cantidad de especies es Begonia, con alrededor de 1600 especies, muchas de ellas ornamentales.

## Descripción
Son herbáceas, algunas de porte semiarbustivo y  perennes, excepto en climas fríos, donde pierden toda su parte aérea hasta la estación cálida siguiente.
Poseen hojas  simples y alternas, con una notable característica, su asimétría. En muchos de los especímenes lo llamativo es su follaje más que sus flores, que son unisexuales, de disposición monoica; las masculinas con 2 pétalos  y 2 sépalos petaloides; las femeninas con 2 - 5 sépalos libres y con ovario ínfero. Frutos capsulares. En esta familia existen tres tipos básicos, dependiendo de la raíz: fibrosas, 
rizomatosas y tuberosas.

## Usos y cultivo
Esta familia es muy apreciada y ampliamente utilizada en jardinería sobre todo en invernaderos, aunque en determinadas condiciones, en suelos turbosos húmedos con buen drenaje y sitios protegidos de vientos y soleados, sin exposición directa, pueden florecer. Su propagación se realiza por esquejes. Como las flores de color carne de la Begonia grandis.

## Filogenia y citas
La hipótesis filogenética más moderna del orden Cucurbitales y su clasificación en familias y géneros puede ser encontrada en Schaefer y Renner (2011).
Las familias de Cucurbitales están descriptas también en Kubitzki (2011) y además, en lo que concierne a sus caracteres florales y vegetativos, en Matthews y Endress (2004) y en Zhang et al. (2006, 2007), y estos trabajos también son una puerta de entrada hacia la vasta literatura morfológica de esas familias.